# Artur Hausner
Artur Walenty Hausner (ur. 5 listopada 1870 w Kończycach, zm. 16 września 1941 w Woroneżu) – polski polityk, działacz socjalistyczny, publicysta, poseł na Sejm Ustawodawczy oraz Sejm I i II kadencji w II RP.

## Życiorys
Rozpoczął naukę w gimnazjum w Rzeszowie, a następnie w Krakowie, gdzie kierował tajną organizacją samokształceniową. W obawie przed aresztowaniem wyjechał do Zurychu gdzie podjął studia na inżynierii lądowej. 
Po powrocie do Lwowa w 1892 związał się z ruchem socjalistycznym i wstąpił do PPSD. Po ukończeniu studiów na Politechnice Lwowskiej otworzył biuro inżynierskie. Brał udział w działalności oświatowej (m.in. został wiceprezesem Zarządu Głównego Uniwersytetu Ludowego im. A.Mickiewicza). Uczestniczył w organizacji strajków w Borysławsko-Drohobyckim Zagłębiu Naftowym oraz uczestniczył w agitacji do Sejmu Krajowego Galicji. Usunięto go za to z posady rządowej a następnie z pracy na kolei. 
We wrześniu 1905 na wezwanie Polskiej Partii Socjalistycznej wyjechał do zaboru rosyjskiego uczestniczyć w akcji agitacyjnej.
Od X Kongresu PPSD jako przedstawiciel Lwowa od 1906 był członkiem Komitetu Wykonawczego PPSD. Z ramienia PPSD bezskutecznie kandydował w 1907 i 1911 do parlamentu austriackiego.  
W 1914 roku jako przedstawiciel socjaldemokratów był zastępcą kierownika Departamentu Wojskowego sekcji wschodniej Naczelnego Komitetu Narodowego. W 1915 z fałszywym paszportem wyjechał do Stanów Zjednoczonych, celem organizowania wsparcia na rzecz polityki Józefa Piłsudskiego. Organizator Komitetu Obrony Narodowej (stworzył m.in. 200 komitetów lokalnych). Po powrocie do Europy w od stycznia 1917 sierżant w 1 kompanii saperów Pierwszej Brygady Legionów. Po kryzysie przysięgowym w lipcu 1917 ukrywał się. Aresztowany przez władze niemieckie i odesłany do Krakowa celem wcielenia do wojska austriackiego. Udało mu się jednak uchylić od służby pod pozorem choroby. 
Został członkiem prezydium powołanego 23 listopada 1918 Tymczasowego Komitetu Rządzącego we Lwowie. W trakcie obrony Lwowa w 1918 wydelegowany przez PPS do rozmów z Ukraińcami. Wszedł do Komitetu Bezpieczeństwa i Ochrony Dobra Publicznego (jako zastępca przewodniczącego). Po zakończeniu walk wszedł do Tymczasowej Komisji rządzącej jako szef resortu kolei i dróg.
W 1919 założył we Lwowie pismo PPS „Dziennik Ludowy”, który redagował aż do 1934.
Jako kandydat PPSD w wyborach parlamentarnych w styczniu 1919 został powołany dekretem Naczelnika Państwa z 18 listopada 1918, jako poseł z Galicji Wschodniej na Sejm Ustawodawczy. W Sejmie pracował w komisjach: komunikacyjnej, do spraw morskich, odbudowy kraju, robót publicznych, oraz pełnił funkcję zastępcy przewodniczącego w komisji wodnej. Reprezentował Związek Polskich Posłów Socjalistycznych, w Konwencie Seniorów. 
W czerwcu 1920 ustąpił na rzecz Gabriela Narutowicza ze stanowiska ministra robót publicznych w rządzie Władysława Grabskiego, obejmując stanowisko podsekretarza stanu w tym resorcie (pełnił je do lipca 1920). 
W wyborach parlamentarnych 1922, uzyskał mandat z listy nr 2 (PPS) w okręgu wyborczym nr 50 (Lwów-miasto). W Sejmie I kadencji pracował w komisji morskiej, oraz komisji robót publicznych. Od lutego do kwietnia 1926 ponownie pełnił funkcję podsekretarza stanu w Ministerstwie Robót Publicznych, w rządzie Aleksandra Skrzyńskiego. Zarówno w Sejmie jak i w rządzie specjalizował się w kwestii rozwoju miast. Był jednym z twórców ustawy o rozbudowie miast. Był radnym Rady Miasta Lwowa, wybierany w wyborach samorządowych 1934 (z listy socjalistycznej), 1939 (z listy PPS i SD)). Od 1927 jako delegat Lwowa, był członkiem Zarządu Związku Miast Polskich. 
W wyborach parlamentarnych 1928, został wybrany z lity nr 2 (PPS) w ramach listy państwowej. W Sejmie II kadencji pracował w komisji morskiej, oraz komisji robót publicznych. W wyborach parlamentarnych 1930 kandydował do Senatu z listy państwowej nr 7 (Centrolew), lecz nie uzyskał mandatu. 
Od 1919 do 1923 oraz od 1926 do 1939 był członkiem Rady Naczelnej PPS. Był zdecydowanym przeciwnikiem współpracy z KPP. Po rozwiązaniu przez CKW w 1936 Okręgowego Komitetu Robotniczego we Lwowie za współpracę z komunistami, wszedł do nowych władz organizujących okręg.
Po wybuchu II wojny światowej, kampanii wrześniowej i agresji ZSRR na Polskę z 17 września 1939 wszedł w skład konspiracyjnej Rady Narodowej we Lwowie, podległej rządowi RP na uchodźstwie (innymi członkami byli Jan Szczyrek, ks. Józef Panaś, ks. Adam Bogdanowicz, płk dr Aleksander Domaszewicz, Stanisław Wasylewski). Na przełomie 1939 i 1940 reprezentował PPS w tzw. Komitecie Polskim we Lwowie (później Wydział Sztabu Komendy ZWZ-1). Aresztowany przez NKWD we Lwowie, zmarł w więzieniu.  
W 1937 został odznaczony Krzyżem Niepodległości.
Jego żoną była Maria z domu Grekowicz (ur. w 1889 w Buczaczu, zm. 20 marca 1939 w wieku 49 lat, córka Józefa Grekowicza), która była pisarką, dziennikarką, artystką malarką.

## Publikacje
- Odrodzenie Galicji a drogi wodne, Kraków 1911
- Ani moskiewska, ani pruska, ani austriacka, ani turecka, tylko polska orientacja, Lwów 1915
- Emigracja polska w Ameryce w czasie obecnej wojny, Kraków 1916
- Listopad 1918. W dziesiątą rocznicę, Lwów 1928
- Gospodarka kolejowa w świetle dyskusji sejmowej, Lwów 1930